# Hacienda las Flores
Hacienda las Flores är en ort i Mexiko.   Den ligger i kommunen Tijuana och delstaten Baja California, i den nordvästra delen av landet, 2 300 km nordväst om huvudstaden Mexico City. Hacienda las Flores ligger 282 meter över havet och antalet invånare är 326.
Terrängen runt Hacienda las Flores är varierad. Hacienda las Flores ligger uppe på en höjd. Runt Hacienda las Flores är det tätbefolkat, med 913 invånare per kvadratkilometer. Närmaste större samhälle är Tijuana, 6,8 km norr om Hacienda las Flores. Omgivningarna runt Hacienda las Flores är i huvudsak ett öppet busklandskap.